# Tigreão
O tigreão é um cruzamento híbrido entre uma leoa e um tigre macho. O tigreão não é tão comum como o ligre, no entanto, no final do século XIX e início do século XX, os tigreões eram mais comuns que os ligres.

## Características
Podem exibir características de ambos os pais: podem ter pintas da mãe (leões têm o gene das pintas – as crias leão são pintadas) e riscas do pai.
A juba do tigreão é mais curta e discreta que a do leão e mais similar ao tufo do tigre.
É um erro pensar que os tigreões são menores que leões ou tigres. Não ultrapassam o tamanho dos seus progenitores porque herdam o gene inibidor do crescimento da mãe leoa e do pai tigre, mas não apresentam nenhum tipo de nanismo ou miniaturização; muito frequentemente pesam aproximadamente 180 kg.
A relativa raridade de tigreões é atribuída ao fato dos tigres machos acharem o comportamento de acasalamento da leoa demasiado sutil e escapam-lhes algumas pistas sobre o interesse dela em acasalar. No entanto, as leoas são ativas e desenvoltas em solicitar o acasalamento, pelo que a atual raridade dos tigreões deve-se ao facto de serem menos impressionantes em termos de dimensões do que os ligres, abaixando o valor de novidade. Há um século atrás, os tigreões eram mais comuns que os ligres. Gerald Iles, na obra At Home In The Zoo (1961) conseguiu obter 3 tigreões para o Belle Vue Zoo de Manchester, mas escreveu que nunca tinha visto um ligre. Atualmente há um número significativo de tigreões a serem criados na China.

## Fertilidade
Na obra Wild Cats Of The World (1975), Guggisberg escreveu que tanto ligres como tigreões eram estéreis; no entanto, em 1943, um híbrido de leão com tigre das “Ilhas” com 15 anos de idade foi cruzado com sucesso com um leão do Hellabrunn Zoo de Munique. A cria femea, ainda que de delicada saúde, sobreviveu até à idade adulta.
Os tigreões machos são estéreis, enquanto que as fêmeas são férteis. Pelo fato de que apenas as fêmeas de ligres e as tigreões são férteis, ligres e tigreões não podem se reproduzir entre si.